# Ernst Lüthold
Ernst Lüthold (* 24. Mai 1904 in Baar; † 27. August 1966 in Zürich) war ein Schweizer Komponist.

## Leben
Ernst Lüthold stammt aus einer alten Baarer Familie. Sein Vater, Arnold Lüthold, war Dekorationsmaler und Amateurklarinettist, der im Tonhalle-Orchester Zürich substituierte. Obwohl Ernst Lüthold schon früh musikalisches Talent zeigte, erlernte er zunächst in Zürich einen kaufmännischen Beruf und arbeitete als Angestellter in der Banken- sowie der pharmazeutischen Branche. Schließlich entschied sich Lüthold doch noch für eine musikalische Ausbildung und legte 1927 die Diplomprüfung zum Dirigenten an der Musikakademie Zürich ab.
In den folgenden Jahren war Lüthold als musikalischer Leiter verschiedener Chöre und Blasorchester tätig, unter anderem in Baar, Adliswil, Küsnacht, Luzern und Kilchberg. Mit diesen Orchestern war er auch bei Wettbewerben erfolgreich, etwa 1937 beim Zuger Kantonalmusikfest und 1948 beim Eidgenössischen Musikfest in St. Gallen. Daneben bildete er weitere Blasmusikdirigenten aus und war als Punkterichter bei Wettbewerben aktiv. Zudem war er an der Gründung des Blasorchesters der Musikakademie Zürich sowie des Musikverlages ELWE beteiligt.

## Werk
Lüthold war ein bedeutender Komponist von Militärmärschen, darunter das bekannte Stück «Schwyzer Soldaten». Sein erster Marsch, «Über den Ozean», wurde vom Atlantiküberflug inspiriert, den Charles Lindbergh 1927 unternahm. Insgesamt schrieb Lüthold 23 Märsche; daneben verfasste er weitere Blasmusikstücke sowie zahlreiche Werke für Chor.
- 1927 Über den Ozean
- 1927 Aufwärts, Marsch
- 1930 Soldatenehre, Marsch
- 1933 Bannertreue, Marsch
- 1933 Wehrbereit
- 1942 Fanfaren Marsch
- 1944 Völkerfreiheit
- 1945 Ätherwellen, Marsch
- 1948 Conrad Ferdinand Meyer-Marsch
- 1952 Viva la Grischa, Marsch
- 1953 Trauermarsch
- 1953 Hymne
- 1954 Andante Festival
- 1955 Musketier Marsch
- 1957 Marsch der Zürcher Division
- 1960 Alte Freunde, Marsch
- 1961 Festmarsch 100 Jahre EMV
- 1961 Zunftmeistermarsch
- 1961 Jubiläumsmarsch
- 1961 A. Schindler-Marsch
- 1961 Schwyzer Soldaten, Marsch
- 1962 Marsch des Infanterie-Regiments 83
- 1963 Marsch des Füs.Battalion 59 (59er-Marsch)
- 1964 Festmarsch der Müller
- 1964 Züri Marsch
- Kilchberg-Marsch